# Dar al Gani
27°15′N 16°15′E / 27.250°N 16.250°E
Dar al Gani（也可以寫成DaG）是位於利比亞撒哈拉的一處隕石場，是一個長200（120英里）和最寬處為60（37英里）的石灰岩高原。
該處由於氣候乾燥，有利 基岩（黏土、白雲石、和石灰石）存在的地理條件，和缺乏腐蝕性的石英和砂，深色和淺色的隕石，在這一個區域都很容易被發現。
迄2001年7月，已經有869顆隕石，總重量687（1,515英磅）在該處被發現，最大的一顆重95（209英磅）。
Dar al Gani這個名稱是 隕石學會的命名委員會給的，它並不存在於利比亞的地圖上。然而，在利比亞的地質地圖上是Sarir al Qattusah高原的一部分。